# Kahlef Hailassie
Kahlef Hailassie (Elk Grove, 9 novembre 2000) è un giocatore di football americano statunitense che milita nel ruolo di cornerback per i Cleveland Browns della National Football League (NFL).

## Carriera

### Kansas City Chiefs
Dopo non essere stato scelto nel Draft, il 6 maggio 2023 Hailassie firmò con i Kansas City Chiefs un contratto triennale del valore di 2,705 milioni di dollari. Fu svincolato il 29 agosto.

### Cleveland Browns
Il 30 agosto 2023 Hailassie firmò con i Cleveland Browns. Nella sua prima stagione disputò 9 partite, di cui una come titolare, mettendo a segno 8 tackle e un passaggio deviato.